# Kate Schatz
Kate Schatz es una escritora, activista y educadora feminista estadounidense. Es la creadora de la serie de libros Rad Women, junto con la ilustradora Miriam Klein Stahl. 

## Trayectoria
Schatz obtuvo un Máster en Bellas Artes (MFA) en Escritura de Ficción por la Universidad Brown y una doble licenciatura en Estudios de la Mujer y Escritura Creativa en la Universidad de California en Santa Cruz. Vive en Alameda, California.
Su libro de ficción, Rid of Me: A Story, se publicó en 2006 como parte de la serie 33 1/3; está basado en el álbum de la cantante británica PJ Harvey de 1993 del mismo título. Su obra se ha publicado en medios como LENNY, BuzzFeed, Quartz, Oxford American, Joyland, East Bay Express y San Francisco Chronicle, entre otros. Su cuento "Folsom, Survivor" fue un relato destacado en 2010 en la antología The Best American Short Stories 2011. Su ensayo "What I Mean, Or Dear White People" se publicó en la antología de 2017 Radical Hope: Letters of Love and Dissent in Dangerous Times.
Su libro infantil, Rad American Women A-Z, fue publicado por City Lights en la primavera de 2015 y estuvo 11 semanas en la lista de los más vendidos del periódico The New York Times. El libro siguiente, Rad Women Worldwide, se publicó en septiembre de 2016, y debutó en el número 8 de la lista de los más vendidos del New York Times. Rad Girls Can fue publicado por Ten Speed Press el 17 de julio de 2018.

## Activismo
Es cofundadora y organizadora de Solidarity Sundays, una red nacional de organizaciones activistas feministas de base comunitaria. Es cofundadora de The Encyclopedia Project y ex presidenta de la Escuela de Artes Literarias de la Oakland School for the Arts.

## Obra
- 2006 – Rid of Me: A Story[5]
- 2010 – Folsom, Survivor[6]
- 2015 – Rad American Women A-Z
- 2016 – Rad Women Worldwide
- 2017 – My Rad Life: A Journal
- 2018 – Rad Girls Can